# Heinrich Benno Möschler
Heinrich Benno Möschler  est un entomologiste allemand spécialiste des lépidoptères, né le 28 octobre 1831 et mort le 21 novembre 1888.

## Biographie
Heinrich Benno Möschler était membre de la Société entomologiste de Stettin

## Liste partielle des publications
- (1876) Exotisches (Fortsetzung). Stettiner Entomologische Zeitung 37(7-9), 293-315.
- (1877) Beiträge zur Schmetterlings-Fauna von Surinam Verh. zool.-bot. Ges. Wien 26: 293-352 Möschler, 1877: Beiträge zur Schmetterlings-Fauna von Surinam Verh. zool.-bot. Ges. Wien 26: 293-352
- (1878): Beiträge zur Schmetterlings-Fauna von Surinam. II. Verhandlungen der kaiserlich-königlichen zoologisch-botanischen Gesellschaft in Wien 27, 629-700.
- (1884). Beiträge zur Schmetterlings-fauna des Kaffernlandes. Verhandlungen der kk Zoologisch-Botanischen Gesellschaft in Wien, 33:267-310, l plate.
- (1890). Die Lepidopteren-Fauna der Insel Portorico. Abhandlungen der Senkenbergischen Naturforschenden Gesellschaft, 16 : 70-360, 1 plate.

## Travaux
(liste à compléter)
Il est l'inventeur de genres et sous-genres :
- chez les Arctiinae :
  - Pseudapistosia (en) Möschler, 1878
  - Sychesia (en) Möschler, 1878
  - Tricypha (en) Möschler, 1878
- chez les Lymantriinae :
  - Eudasychira (en) Möschler, 1887
- chez les Ipimorphinae :
  - Anateinoma (en) Möschler, 1890
- chez les Sterrhinae :
  - Leptostales (en) Möschler, 1890
  - Pleuroprucha (en) Möschler, 1890
- chez les Sesiinae :
  - Podosesia (en) Möschler, 1879

Il est aussi l'inventeur d'espèces:
- Amerila bauri Möschler, 1884.
- Cyclargus dominica (Möschler, 1886)
- Cydia interscindana (pt) (Möschler, 1866)
- Eupithecia gelidata (en) Moschler
- Euselasia thusnelda (nl) Möschler, 1883
- Hadena (Anepia) christophi (nl) (Möschler 1862)
- Mocis guenei (en) (Möschler, 1880)
- Mesene nepticula Möschler, 1877
- Napaea sylva (Möschler, 1877)
- Pirascca arbuscula (Möschler, 1883)
- Prasinocyma delicataria (nl) Möschler, 1887
- Xestia (Megasema) wockei (en) (Möschler, 1862)
- Xylophanes ploetzi (en) (Möschler, 1876)